# Cornelus Becker
Cornelus Lambertus Josephus Becker (18. oktober 1880, i Amsterdam – 26. november 1913, i Amsterdam) var en nederlandsk gymnast som deltog under Sommer-OL 1908.
Han var en del af de nederlandske gymnastikhold, som kom på en syvendeplads under Sommer-OL 1908 i holdkonkurrencen for mænd. I den indviduelle all-round konkurrence kom han på en 71. plads.